# 佩讷勒塞克
佩讷勒塞克（法語：Pennes-le-Sec，法語發音：[pɛn lə sɛk]）是法国德龙省的一个市镇，属于迪镇区。

## 地理
佩讷勒塞克（44°38'17"N, 5°19'6"E）面积9.31 平方千米，位于法国奥弗涅-罗讷-阿尔卑斯大区德龙省，该省份为法国东南部内陆省份，北起顺时针与伊泽尔省、上阿尔卑斯省、上普罗旺斯阿尔卑斯省、沃克吕兹省和阿尔代什省接壤。
与佩讷勒塞克接壤的市镇（或旧市镇、城区）包括：欧斯隆、巴尔纳沃、普拉代勒、里蒙和萨韦勒。
佩讷勒塞克的时区为UTC+01:00、UTC+02:00（夏令时）。

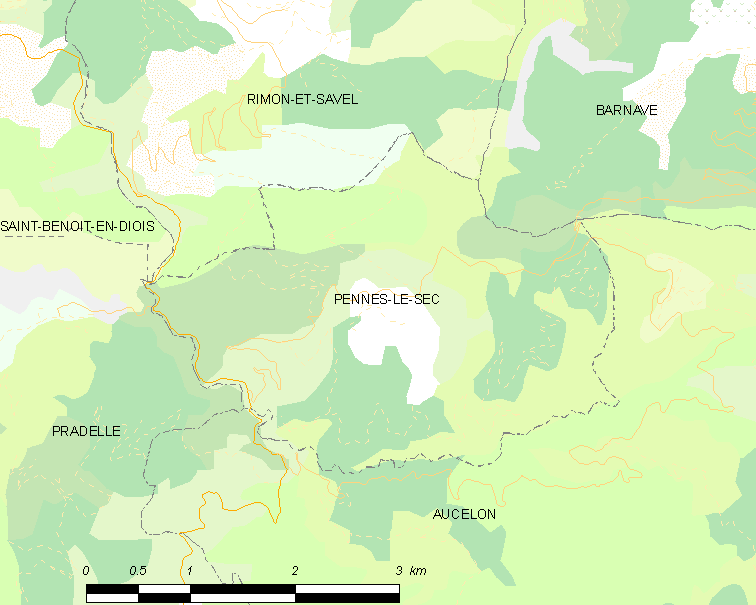
佩讷勒塞克的OSM定位图

## 行政
佩讷勒塞克的邮政编码为26340，INSEE市镇编码为26228。

## 政治
佩讷勒塞克所属的省级选区为迪瓦县。

## 人口

1962-2008年间佩讷勒塞克人口变化图示

佩讷勒塞克于2022年1月1日时的人口数量为22人。